# 馬岡厝
馬岡厝，又稱馬公厝，原寫為馬崗厝，是臺灣臺中市大雅區的一個傳統地域名稱，位於該區東南部。相較於今日行政區，其範圍大致包括三和里、四德里東南端。

## 歷史
台灣清治末期至日治初期，馬岡厝地區為一街庄，稱為「馬崗厝庄」，隸屬於捒東下堡。該庄北與大田心庄、上楓樹腳庄為鄰，東與西員寶庄為鄰，南邊為港尾仔庄，西邊為四塊厝庄。
1901年（日治明治三十四年）11月，全台廢縣廳改設二十廳，該庄隸屬於臺中廳。1903年（明治三十六年）6月，該庄編入「四張犁區」，仍隸屬於臺中廳。1909年（明治四十二年）10月，合併二十廳為十二廳，該庄改編入「埧雅區」，仍隸屬於臺中廳。1920年（大正九年），全台地方制度大改正，廢十二廳改設五州二廳，該庄改制並雅化為「馬岡厝」大字，隸屬於臺中州豐原郡大雅庄。
戰後大雅庄改制為大雅鄉，隸屬於臺中縣，大字亦改制為村。1950年10月，中、彰、投分治，大雅鄉仍隸屬臺中縣。2010年12月，臺中縣市合併為直轄臺中市，大雅鄉改制為大雅區，村亦改制為里。

## 聚落
本地區有馬岡厝、臺灣原鄉社區、大雅新世界社區等聚落。

## 交通
國道1號又稱「中山高速公路」，是台灣西部兩條縱向高速公路之一，大致以東北－西南走向經過馬岡厝地區東南端。境內未設交流道，但省道台1乙線交會處旁的大雅交流道即在本地區南側邊界外緣。由此可快速前往國道1號沿線各地。
區道中85線（昌平路四段～三段）是社口至東寶的道路，大致以北北東—南南西走向轉西北—東南走向經過本地區東部邊界地帶北側。由該道路向北北東可前往西員寶與上楓樹腳交界地帶、上楓樹腳與花眉交界地帶、花眉與社口交界地帶、社口地區中部偏東南並止於省道台10線路口，向東南可前往西員寶、東員寶西南端並止於潭子區與北屯區交界處。
區道中86線（雅潭路四段）是大雅至潭子區新田的道路，大致以西北西—東南東走向轉西北—東南走向轉西南西—東北東走向經過本地區東北部。由該道路向西北西可前往大田心、四塊厝東北部、大雅市區並止於省道台1乙線路口，向東北東轉東可前往西員寶、東員寶、潭子與甘蔗崙交界地帶、潭子、茄荎角、聚興西北部並止於區道中89線路口。

## 學校
- 惠明學校
- 三和國小